# Sherkot
Sherkot är en ort i Indien.   Den ligger i distriktet Bijnor och delstaten Uttar Pradesh, i den norra delen av landet, 150 km nordost om huvudstaden New Delhi. Sherkot ligger 236 meter över havet och antalet invånare är 57 361.
Terrängen runt Sherkot är mycket platt. Runt Sherkot är det mycket tätbefolkat, med 1 018 invånare per kvadratkilometer. Närmaste större samhälle är Nagīna, 18,6 km nordväst om Sherkot. Trakten runt Sherkot består till största delen av jordbruksmark.